# Nieporaz
Nieporaz is een plaats in het Poolse district Chrzanowski, woiwodschap Klein-Polen. De plaats maakt deel uit van de gemeente Alwernia en telt 417 inwoners.